# EVIL OR LIVE
『EVIL OR LIVE』（中: 理想禁区）は、李暁楠による漫画。中国の『テンセント漫画』（テンセント）にて連載されている。

## 登場人物
黎響（ヒビキ）
声 - 植田慎一郎
主人公。ネット依存症ということで母親にエリート再教育学校に強制的に入れられてしまった少年。過去陸上部に所属していたが、思ったような結果が残せず周りから散々責められ自暴自棄に陥ってしまった。それからはネットやゲームにハマってしまい、自分の気持ちも知らない母親にもキツく当たる始末。エリート再教育学校に入ってからは毎日が地獄で飛び降り自殺すら考えたくらい。だが孟進との出会いで、学校でのルールや様々な事を学んでいき、彼は変わっていく。
孟進（シン）
声 - 内山昂輝
もう１人の主人公。黎響が飛び降り自殺しようとした時に現れたエリート再教育学校の生徒の１人。性格はかなり傲慢。他の生徒とは違いお金持ちの息子で、自分専用の部屋を持ち贅沢三昧な暮らしをしている。頭もかなり切れるタイプで他人を簡単に陥れるくらいの頭脳戦を得意としている。
羅織（シオリ）
声 - 安済知佳
ヒロイン。エリート再教育学校の生徒会長。中学時代、黎響と同じ学校に通っていた過去がある。昔はお淑やかで優しい性格をしていたらしいが、現在は冷酷な性格に変わってしまい、しかも男に触るとなぜか嘔吐する。黎響の事は覚えていて、孟進の犬になっているの事にはかなり軽蔑視していた。
冼石（シアン）
声 - 間宮康弘
エリート再教育学校の４組の担当教官で、教官たちを束ねる総教官。生徒達を立派な人間するため、依存症に陥っている者たちを厳しい態度で教育していく。時には生徒に制裁を加えるとかしているが、真面目に取り組む生徒にはすごく優しい。
金倩倩（ジン）
声 - 原島梢
艾吾豆（ウードウ）
声 - 畠中祐
趙柔怡（ジュン）
声 - 蘭乃和佳子
梁辰哀（リョウ）
声 - 坪井智浩
馮宝（ヒョウ）
声 - 烏丸祐一
陳大茜（アカネ）
声 - 石川由依
陳小北（ホク）
声 - 花藤蓮
楊奇（ヨウ）
声 - 石田彰
沈黙（モク）
声 - 地蔵堂武大

## テレビアニメ
2017年10月よりTOKYO MXほかにて放送中。

### スタッフ
- 原作 - 李暁楠「理想禁区」
- 監督 - 董易
- エグゼクティブ・プロデューサー - 杉肉盖饭、米虫
- アニメーションプロデューサー - 張縁、陳巍文
- プロデューサー - 唐云康
- アニメーション制作 - 絵梦

### 主題歌
オープニングテーマ「それでも僕は生きている」
作詞・作曲 - Fümi /編曲 - 橘井健一 / 歌 - NormCore
エンディングテーマ「回家的路」
作詞 - 張匯泉 / 作曲 - 錢襄、沈輯 / 歌 - 張恋歌